# Кардо
Кардо (на латински: cardo) в Римската империя е улица, ориентирана от север на юг.
Най-големите кардо и най-големите декуманус (улици с ориентация изток – запад) се допълвали с названието максимус (на латински: maximus). На тези улици е бил съсредоточен общественият и икономическият живот на града. Римляните построявали форум на кръстопътя на двете улици.